# メタノバクテリウム門
メタノバクテリウム門（Methanobacteriota）は、メタノバクテリウム属をタイプ属とする古細菌の門である。学名にbacteriotaが付いているが、細菌（バクテリア）ではない。
2023年の記載では、旧Euryarchaeotaと同義とされており、LPSNもこれを採用している。一方で、その後ハロバクテリウム門とテルモプラズマ門が記載されており、これらを含まない立場もある。

## 分類
- メタノバクテリウム綱
- メタノコックス綱
- Methanopyria
- テルモコックス綱
- アルカエオグロブス綱（ハロバクテリウム門に分類される場合がある）
- メタノミクロビウム綱（ハロバクテリウム門に分類される場合がある）
- Methanonatronarchaeia（ハロバクテリウム門に分類される場合がある）
- ハロバクテリウム綱（ハロバクテリウム門に分類される場合がある）
- テルモプラズマ綱（テルモプラズマ門に分類される場合がある）